# Werner Bardenhewer

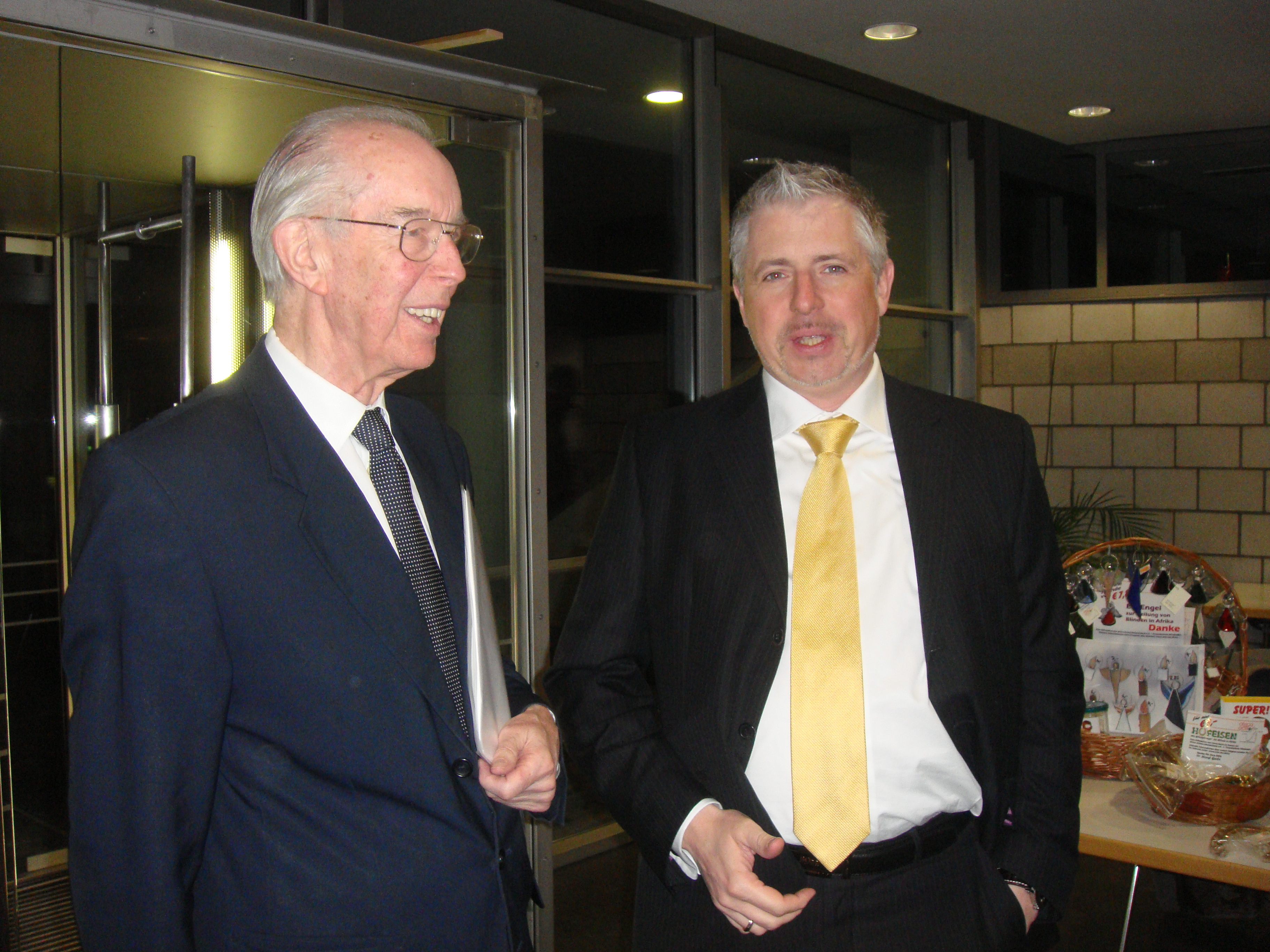
Werner Bardenhewer (à gauche) et Dirk Müller en 2012.

Werner Bardenhewer (né le 30 janvier 1929 à Arnsberg et mort le 10 avril 2019 à Wiesbaden) est un prêtre catholique allemand.
De 1974 à 1996, il a été doyen de la ville de Wiesbaden et pasteur de l'église Saint-Boniface de Wiesbaden. Par la suite, il a travaillé pendant deux ans comme directeur spirituel au cloître d’Eibingen (de). En 1999, il a fondé le Freundeskreis Wiesbaden de l'Africa action, qui travaille dans les pays du Sahel pour de meilleurs soins médicaux et pour l'éducation. Il a reçu la plus haute distinction du Burkina Faso en 2016.

## Biographie
En 1937, Werner Bardenhewer s'installe avec sa famille à Wiesbaden où il fréquente le lycée humaniste Diltheyschule (de). Il a étudié à la faculté de philosophie et de théologie de Sankt Georgen et à Fribourg en Suisse. Le 8 décembre 1955, il a été ordonné prêtre à Limburg.
À partir de 1956, il travaille comme aumônier à Nauort. En 1959, il est appelé au diocèse de Limburg où il travaille comme secrétaire diocésain dans le service social. À partir de 1962, il est prêtre à l'école professionnelle de Wiesbaden. En 1967, il devient vicaire dans la paroisse de St. Andreas à Wiesbaden et en 1968 curé de cette paroisse. Il a également été doyen du district de Wiesbaden-Mitte de 1971 à 1974.
En 1974, Bardenhewer devient curé de la paroisse de l'église catholique centrale de Wiesbaden (église Saint-Boniface de Wiesbaden) et en même temps doyen de la ville de Wiesbaden. Durant son mandat jusqu'au 31 janvier 1996, il s'est consacré à des tâches sociales dans la paroisse et au-delà. Il s'est efforcé d'approfondir la foi dans les cultes d'adoration et l'action « Départ » et promotion de l'échange spirituel dans les nombreux groupes au sein de l'église. Influencé par le début du concile Vatican II, il appela Roncalli-Haus la nouvelle maison d'église, du nom de famille du pape Jean XXIII. À la retraite, il travailla deux ans comme pasteur au monastère d'Eibingen à Rüdesheim, fondé par Hildegarde de Bingen.

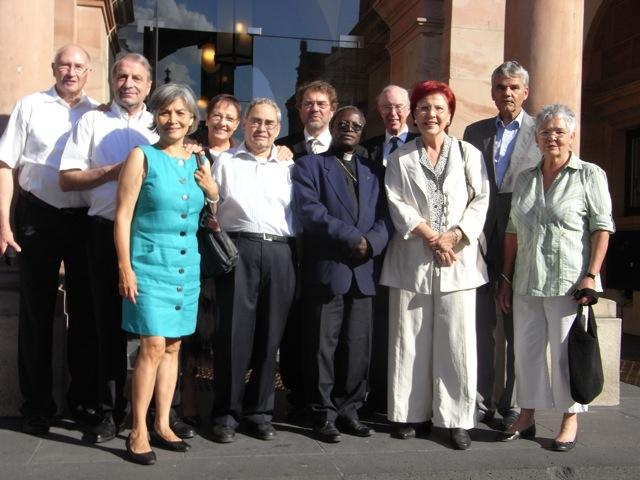
Werner Bardenhewer (4e à droite) entre l'évêque Ambroise Ouédraogo du diocèse de Maradi et Heidemarie Wieczorek-Zeul avec les membres du conseil d'administration d'Africa action à Wiesbaden en 2011.

Après son retour à Wiesbaden en 1999, il a fondé une organisation caritative, le Freundeskreis Wiesbaden der africa action / Allemagne, qui est principalement active dans les pays du Sahel pour combattre la cécité et améliorer l'éducation,. L'impulsion a été donnée par un détenu à vie soigné par Bardenhewer, qui avait appris qu'en Afrique une opération pour seulement 30 DM pouvait rendre la vue à un aveugle. Soutenu par Caritas Allemagne, Bardenhewer a rejoint le groupe Wiesbaden de l'action déjà existante au Ghana. Le Freundeskreis Wiesbaden a permis la construction de cinq hôpitaux au Burkina Faso, au Mali et au Niger et a financé la formation de jeunes opticiens et ophtalmologistes. La cinquième clinique de Mopti, au Mali, a été nommée « Centre ophtalmologique Père Joseph Werner Bardenhewer » en 2011. En 2018 il a été l'éditeur de la traduction d'un livre français par Philippe Ouédraogo, premier cardinal du Burkina Faso. Bardenhewer s'est rendu plusieurs fois en Afrique de l'Ouest pour être en contact direct avec les organisations soutenues, par exemple en 2018 au Burkina Faso. Il y est connu sous le nom de « Père Joseph ». En 2016, il a reçu la plus haute distinction du Burkina Faso comme « chevalier de l'Ordre national ». Il a fêté son 90e anniversaire dans un monastère au Burkina Faso, dans le cadre d'un projet de voyage.